# Esclusa (Países Bajos)

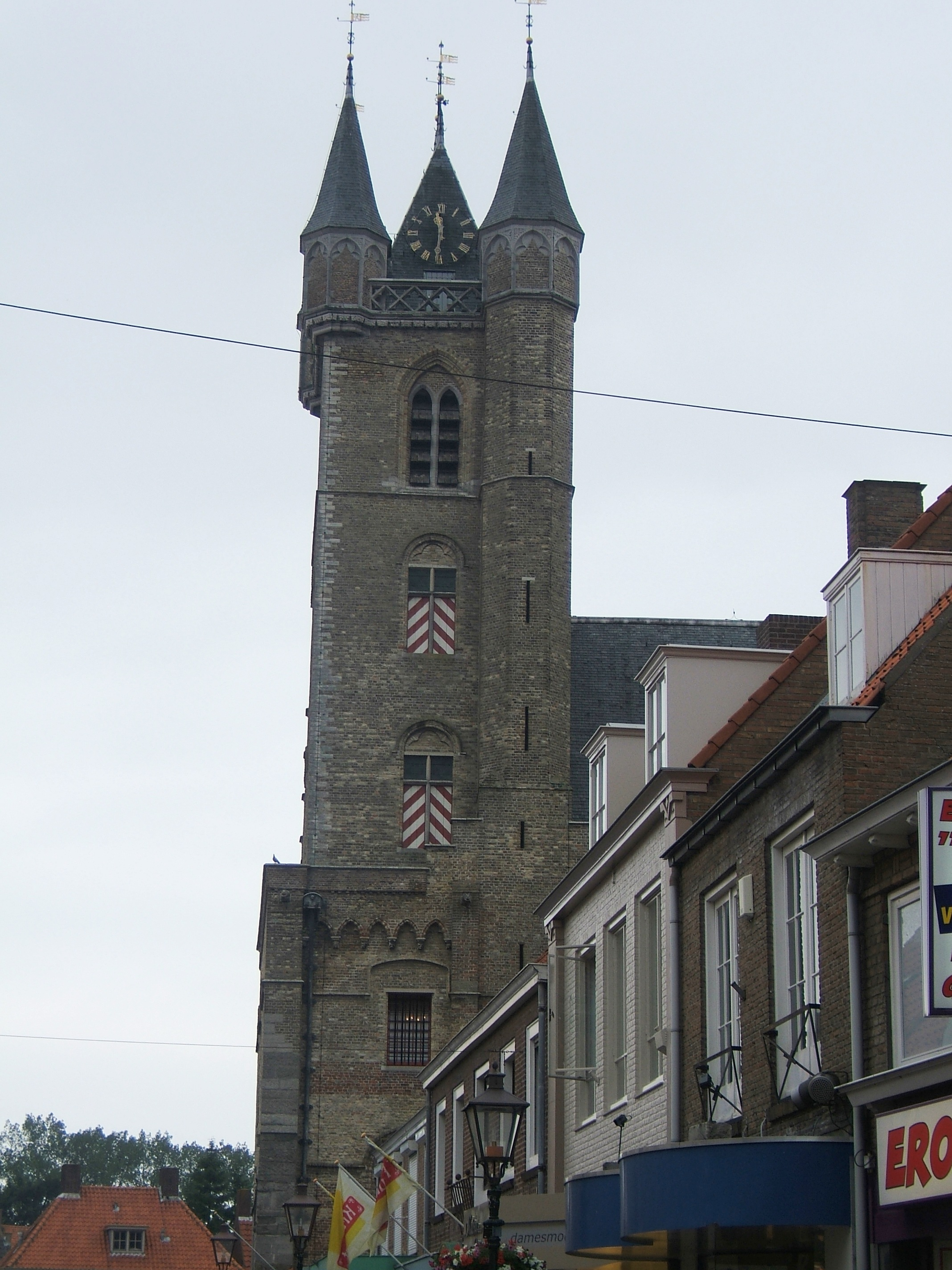
Ayuntamiento de La Esclusa.

La Esclusa (en neerlandés: Sluis) es un pueblo neerlandés de la región del Flandes zelandés. Su cualidad estratégica lo hizo un bocado apetecible para invasores de todas las nacionalidades, especialmente para las flotas inglesas que lo atacaron durante la guerra de los Cien Años e infligieron una grave derrota a los franceses en la batalla de Sluys.

## Historia
Fundada en el siglo XIII, la aldea de Sluis fue reconocida como poblado en 1290. El nombre original era Lamminsvliet, que se utilizó hasta 1324, cuando se le cambió por Sluys o Sluis.
En junio de 1340, una gran flota al mando del rey Eduardo III de Inglaterra atacó la rada de Sluis, al inicio de la guerra de los Cien Años) y batió a las naves de Felipe VI de Francia ejecutando una gran matanza.
A partir de esta derrota y comprendida su importancia estratégica, muy pronto se convirtió en una plaza fortificada, especialmente cuando en 1382 fue puesta al mando de Louis de Male, conde de Flandes, cuyos descendientes la administraron y cuidaron de ella en el futuro. El conde ordenó la construcción del Castillo de Sluis en 1385.
La puerta más importante de la ciudad (Steenen Beer u "Oso de Piedra") fue destruida en 1437 por el ejército de Brujas pero reconstruida más tarde.
Al estallar la guerra de los Ochenta Años, Sluis padeció una vez más. Este conflicto comenzó en 1568 entre España y las Provincias Unidas. El 4 de agosto de 1587 Sluis fue conquistada por el duque de Parma que ordenó agrandar las fortificaciones. Las galeras españolas utilizaron las aguas bajo la ciudad como punto de amarre hasta que en 1604 el gobernador español ordenó a sus tropas evacuar Sluis. La ciudad fue ocupada por el príncipe Mauricio de Nassau ese mismo año, junto con Aardenburg.
Las últimas adiciones y modificaciones a sus obras defensivas fueron ejecutadas por Menno van Coehoorn durante la Guerra de Sucesión Española, en 1702.
En 1795 el castillo, fue gravemente dañado por la artillería napoleónica, siendo demolido definitivamente en 1820. El centro de la ciudad fue rodeado totalmente por murallas (muchas de cuyas secciones sobreviven hasta hoy).

## Las iglesias

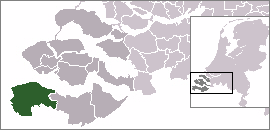
Ubicación de Esclusa.

Sluis tuvo dos importantes iglesias góticas, pero ambas han desaparecido: Onze-Lieve-Vrouwekerk y Sint-Janskerk. Una de ellas se incendió en 1811 y la otra fue demolida en 1823.
La iglesia actual data del siglo XX, y está contigua a uno de los orgullos de la ciudad: el Ayuntamiento con su campanario, que en 1960 recibió un excelente carrillón. Dentro de la ciudad amurallada se encuentra también un antiguo molino de viento, hoy restaurado luego de haber sufrido daños en la Segunda Guerra Mundial.
Por desgracia, la ciudad sufrió espantosos bombardeos en el año 1944 y fue destruida casi por completo, por lo que los edificios históricos que hoy se ven no son más que reproducciones.

## Sitios de interés
Para el turista moderno, es imprescindible visitar el centro de la ciudad, el canal construido por Napoleón, las murallas, las puertas de la ciudad, el campanario del Ayuntamiento, el molino y el moderno y ajetreado centro comercial de la ciudad.

## Galería

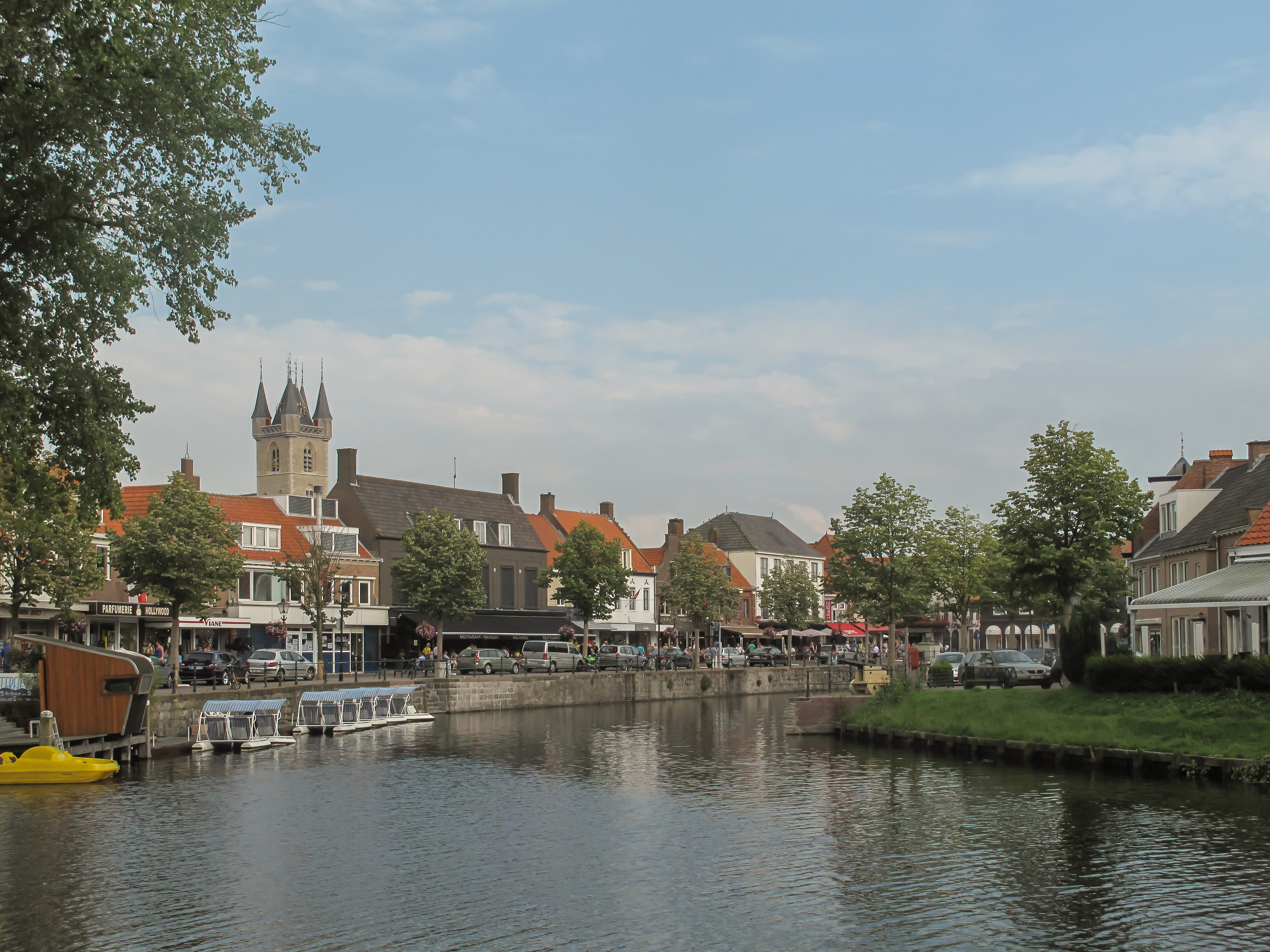
Esclusa, vista de la ciudad
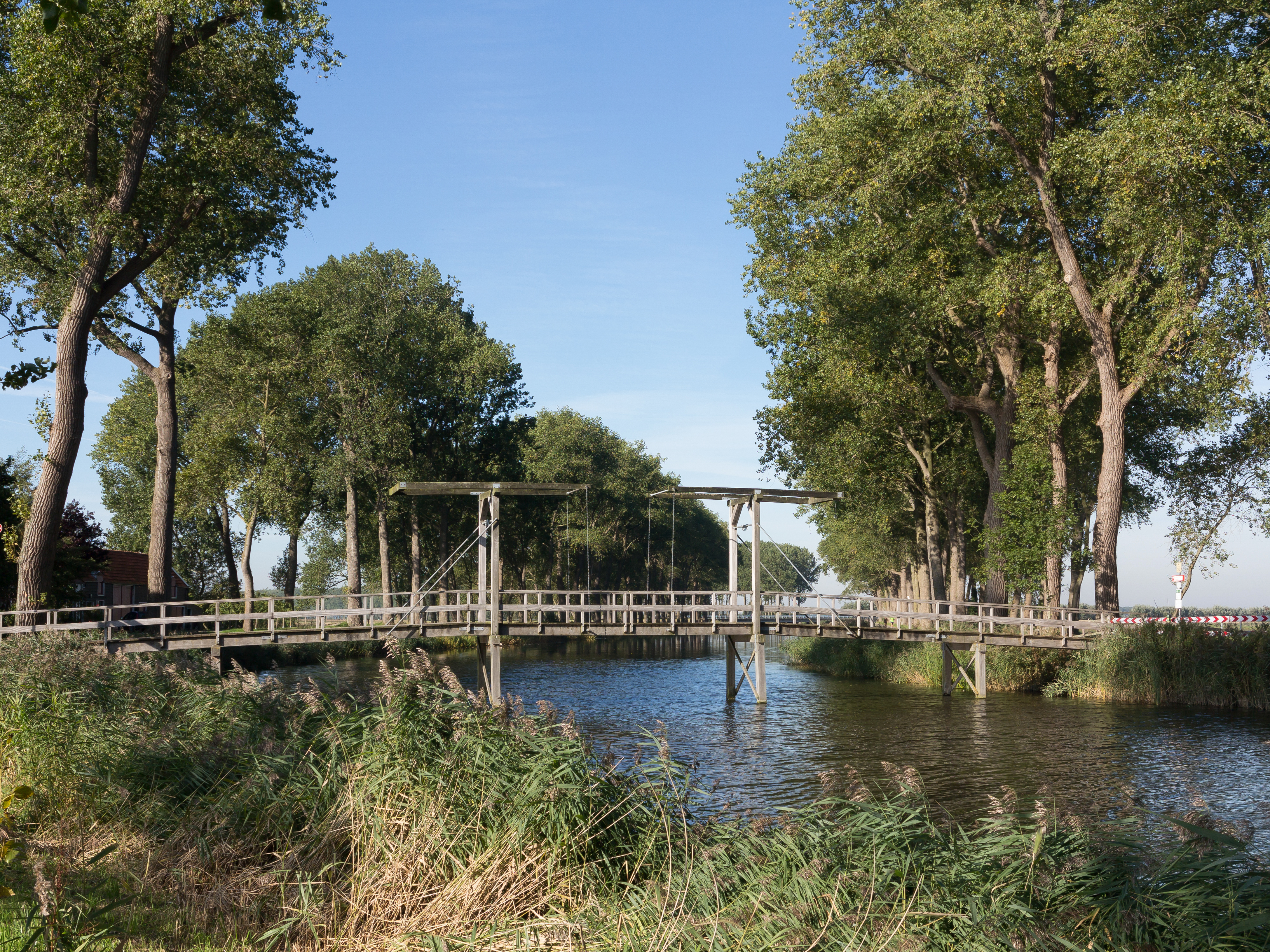
Esclusa, el puente basculante
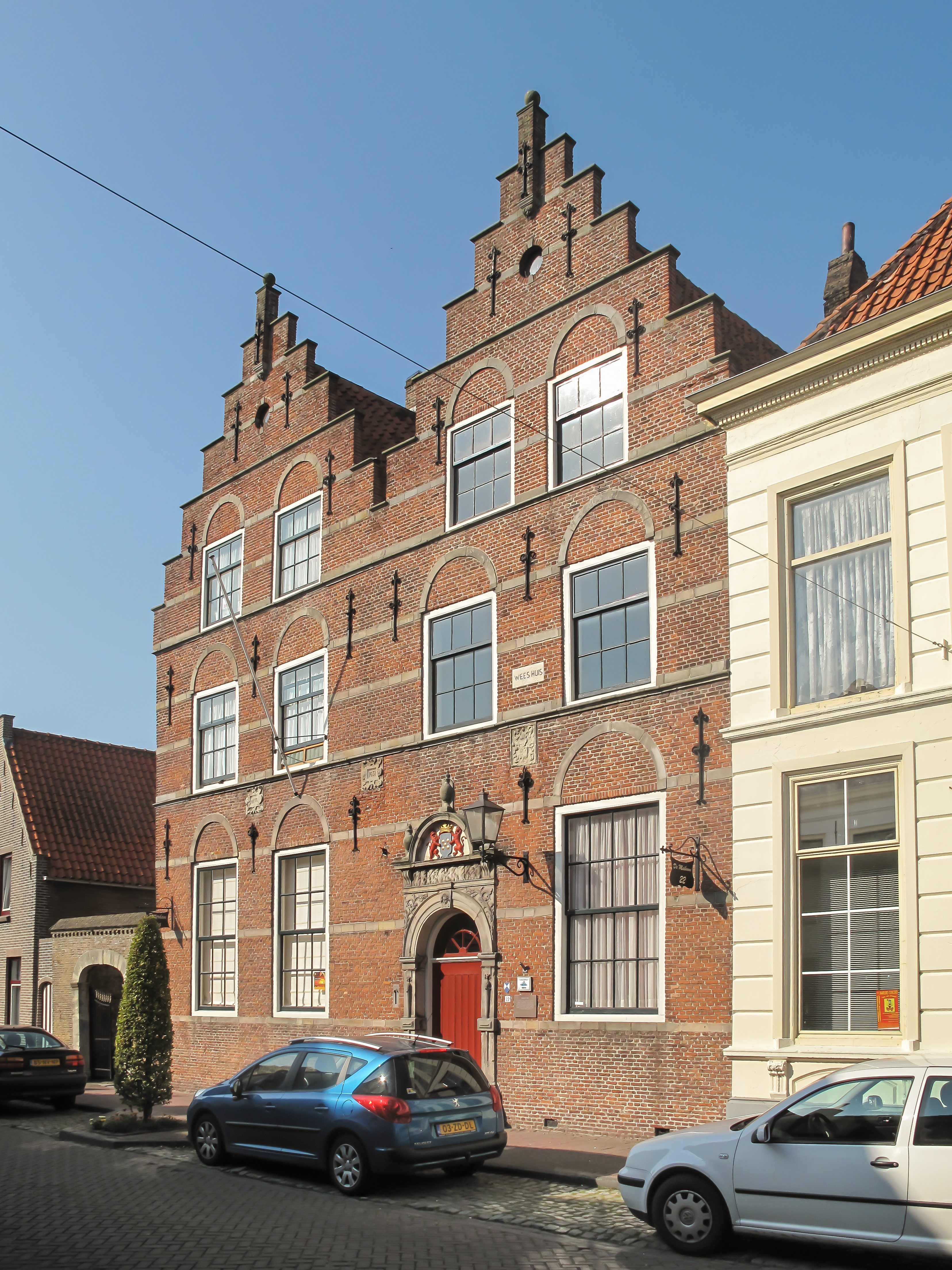
Aardenburg, el orfanato: el Meiboom
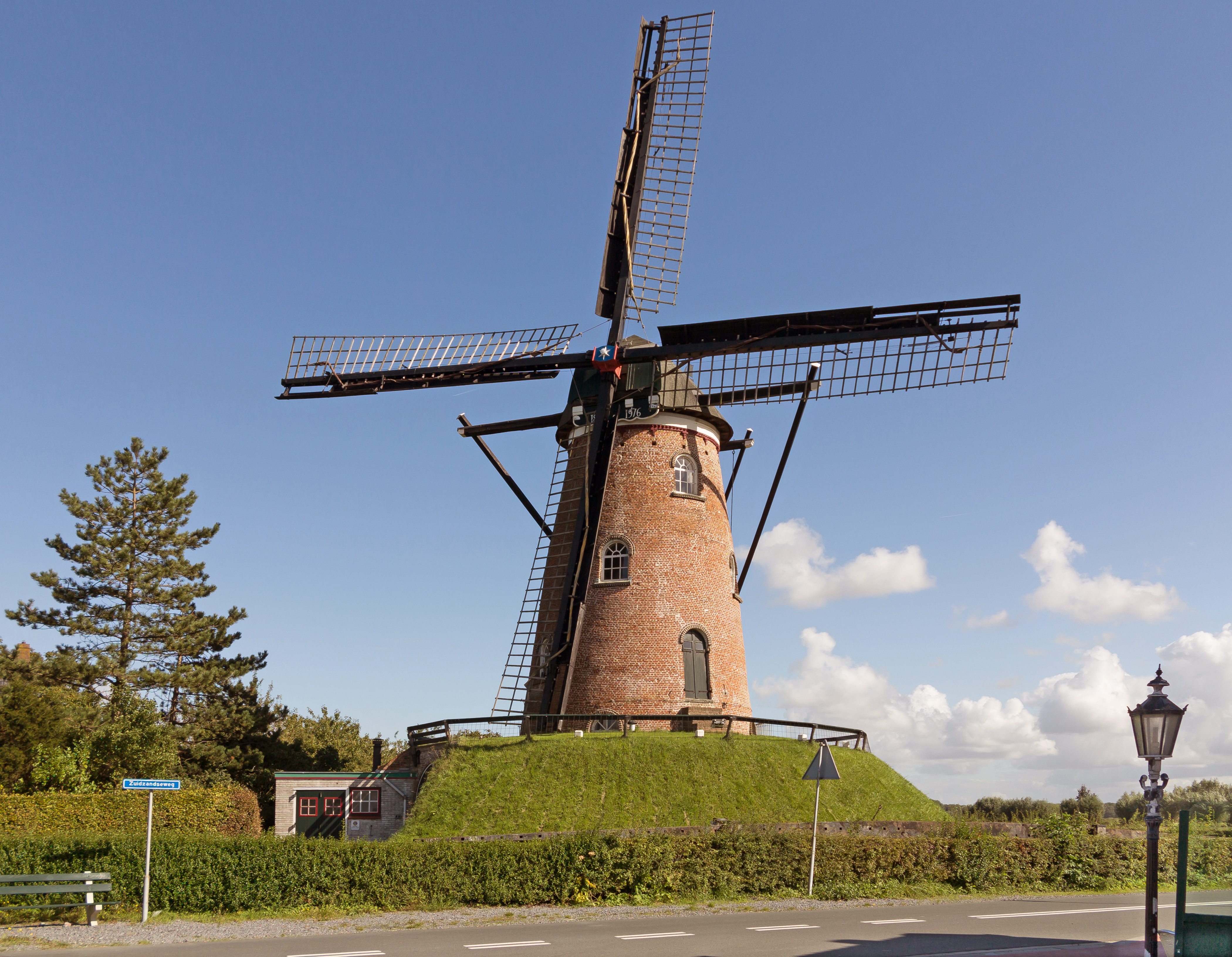
Cadzand, el molino: beltmolen Nooit Gedacht
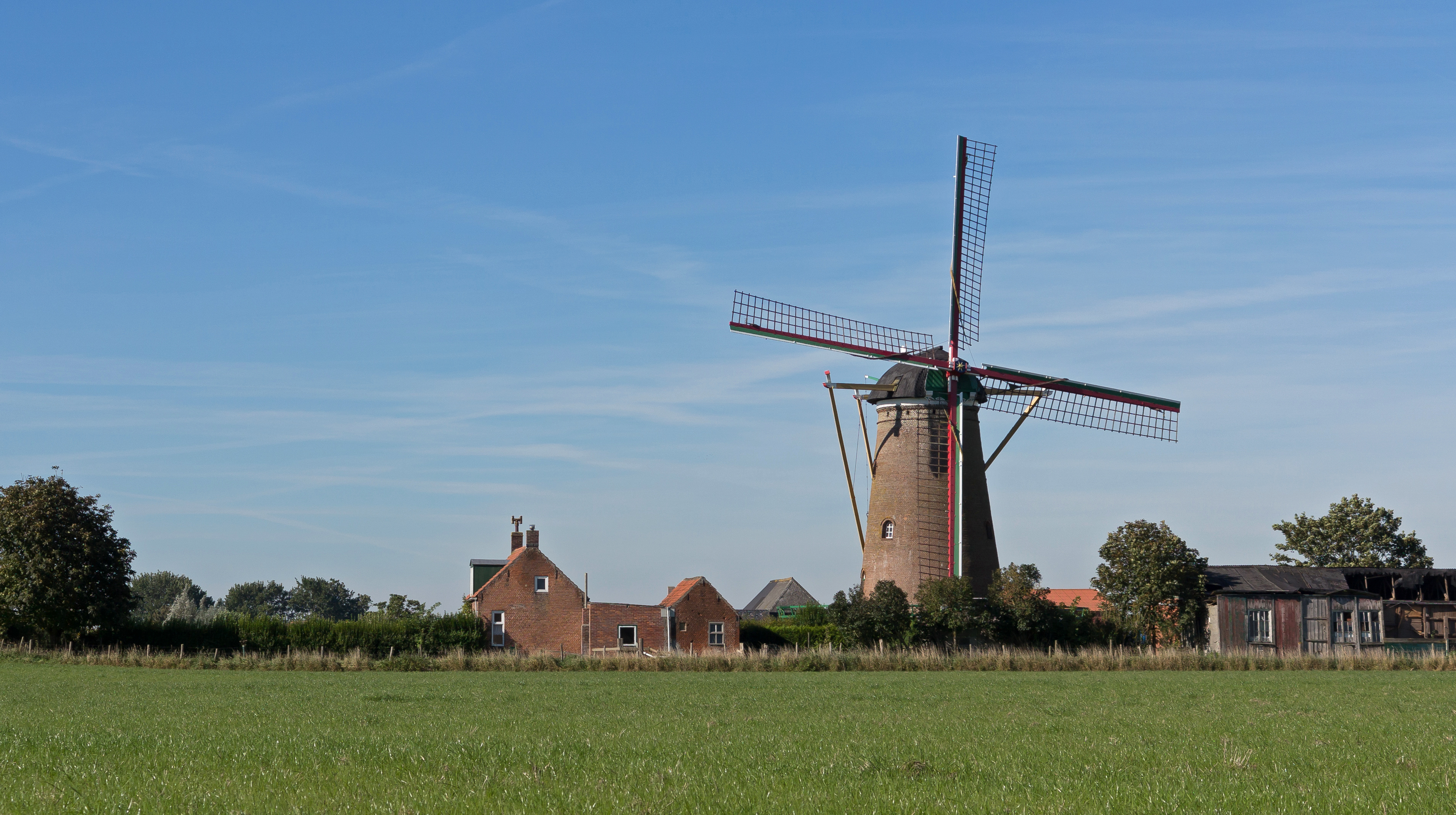
Zuidzande, el molino: el Zuidzandese molen
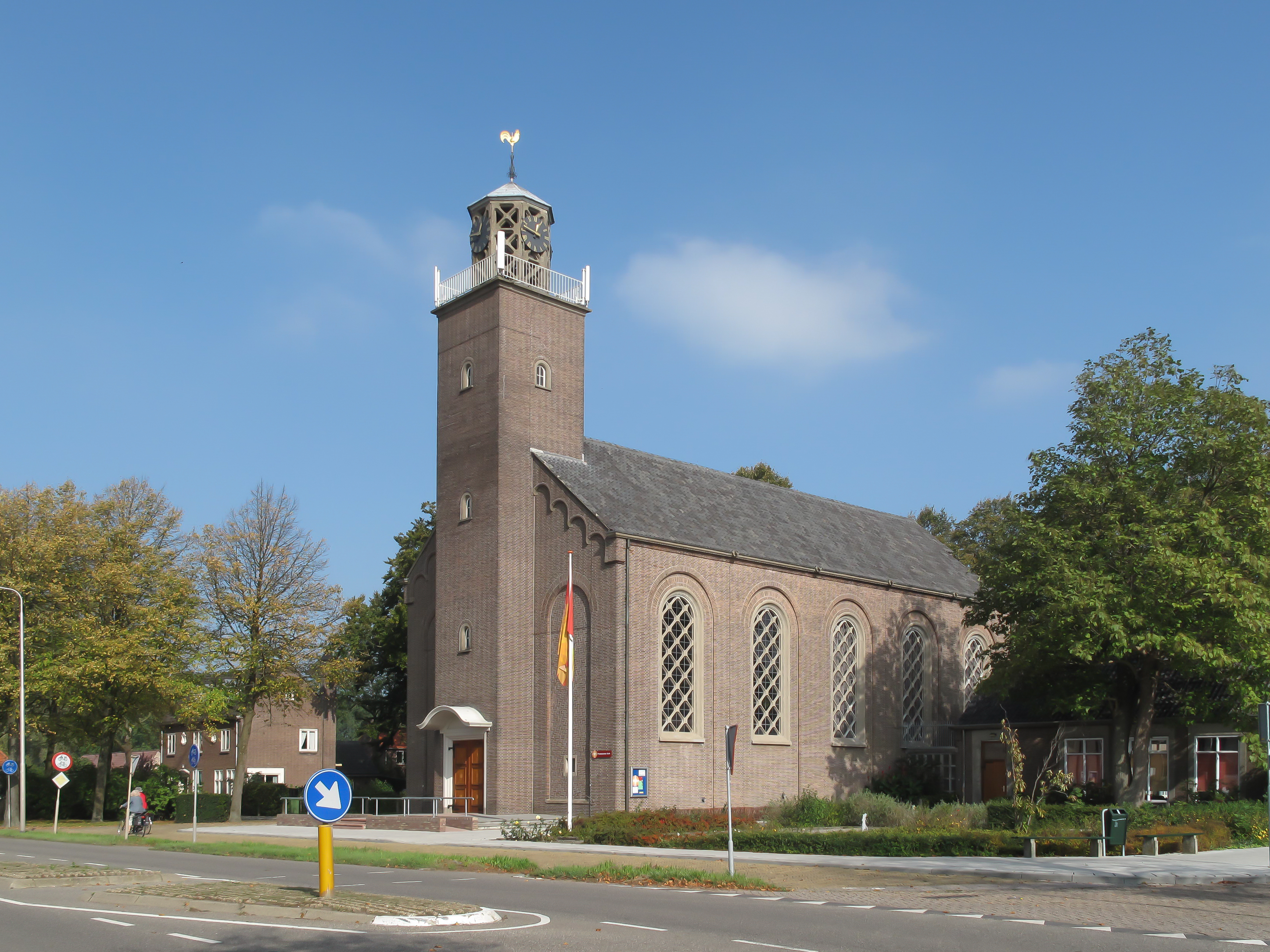
Schoondijke, la iglesia protestante
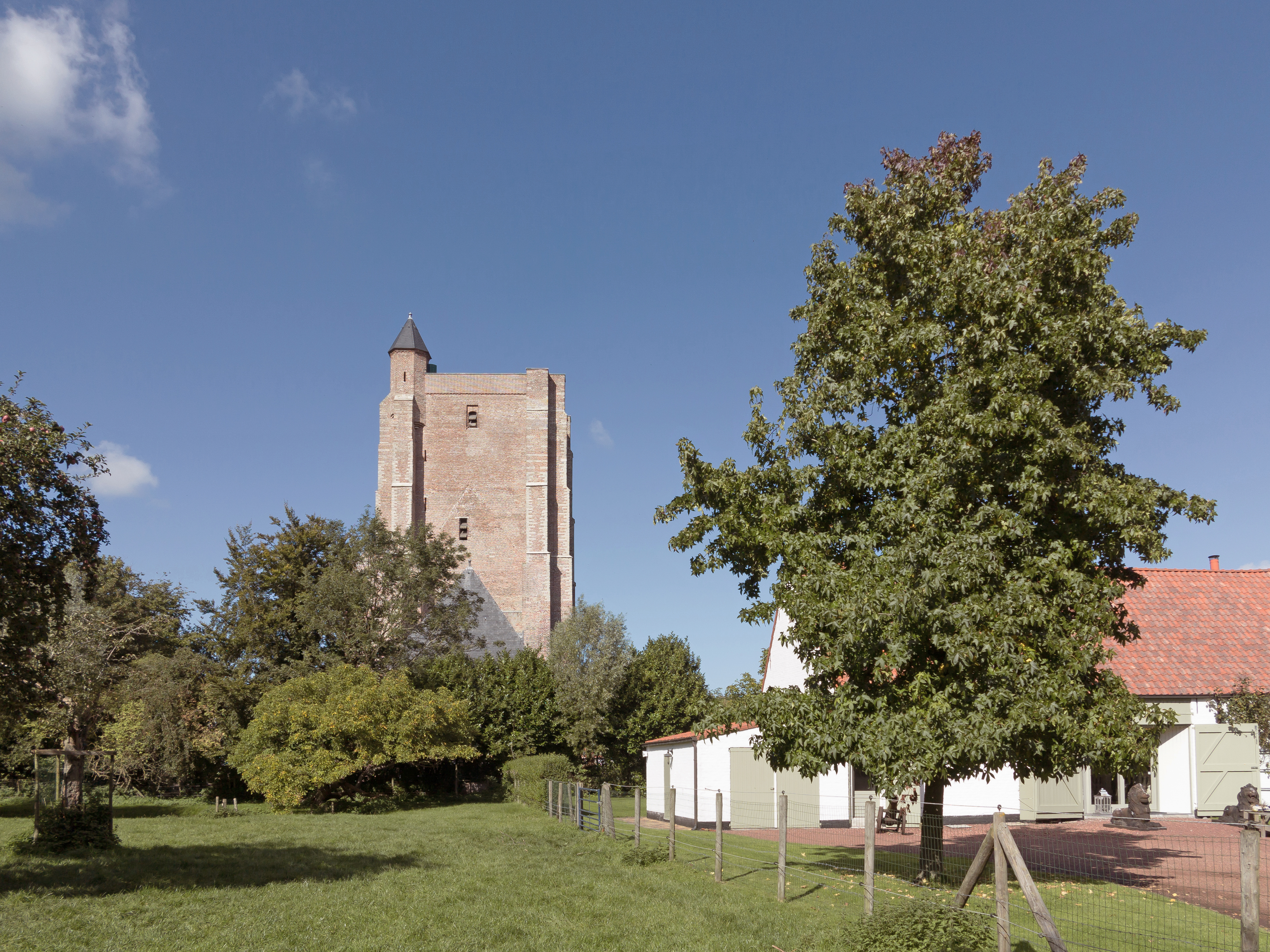
Sint Anna ter Muiden, la iglesia protestante
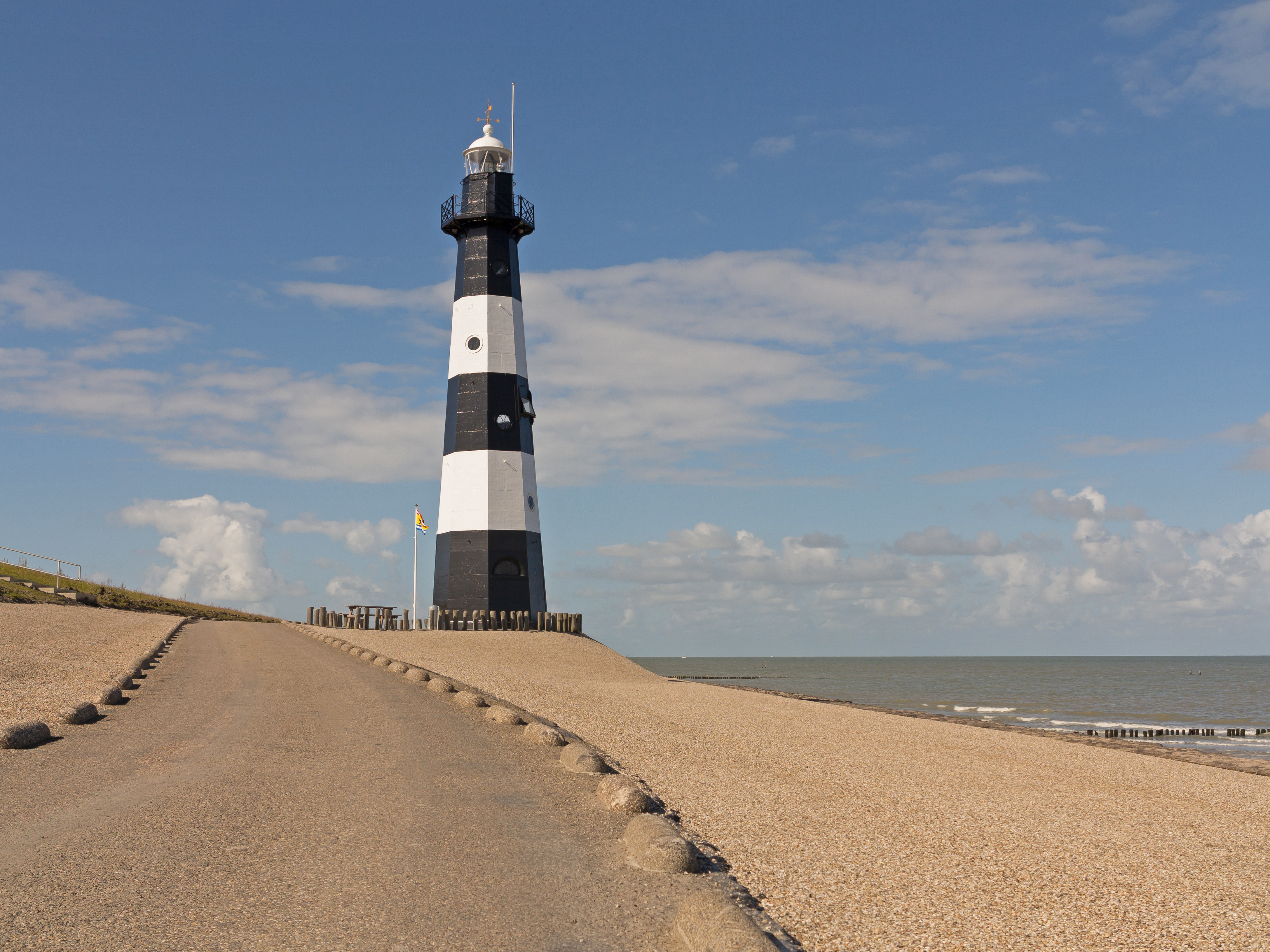
Nieuwe Sluis, el faro
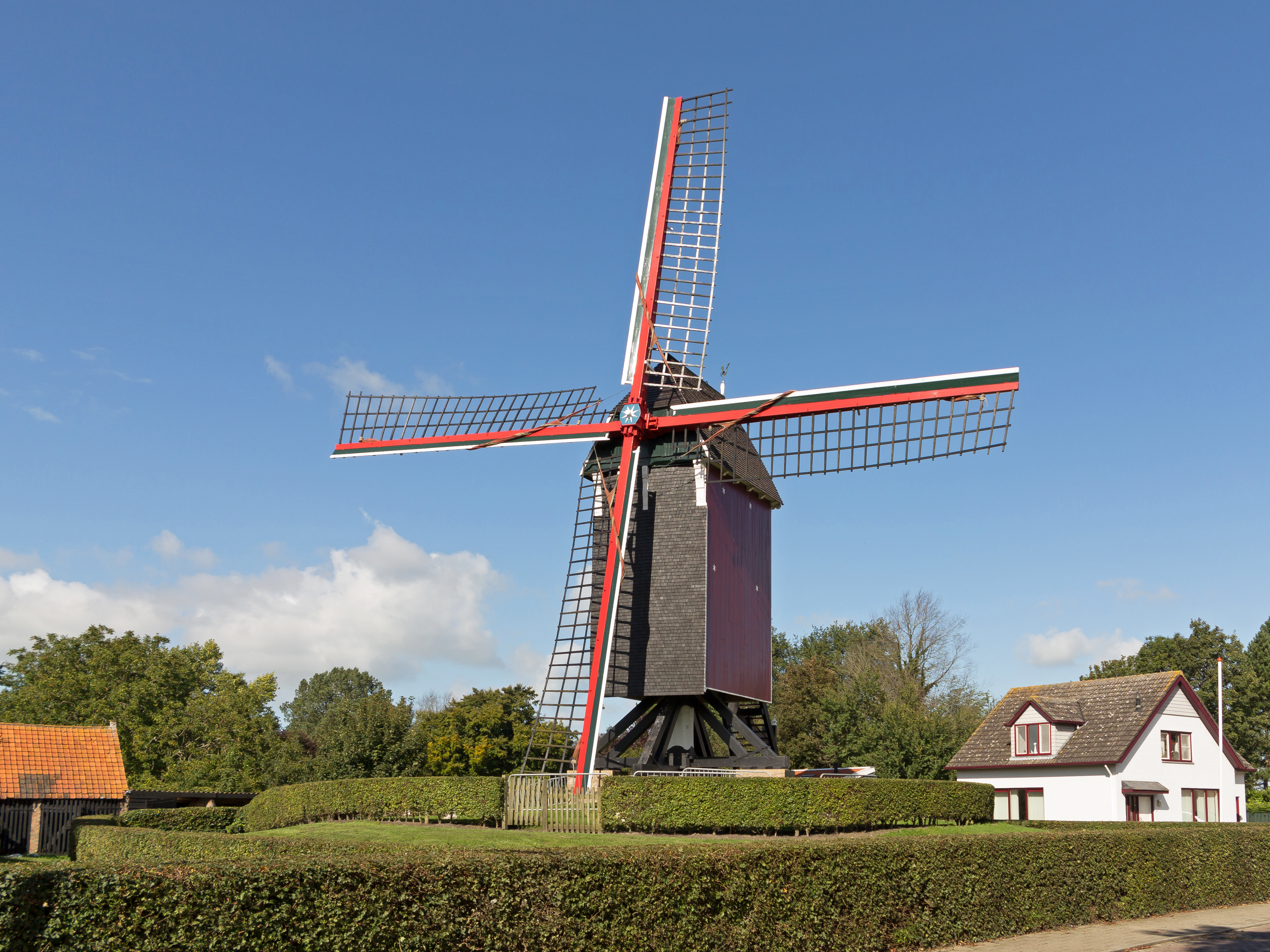
Retranchement, el molino
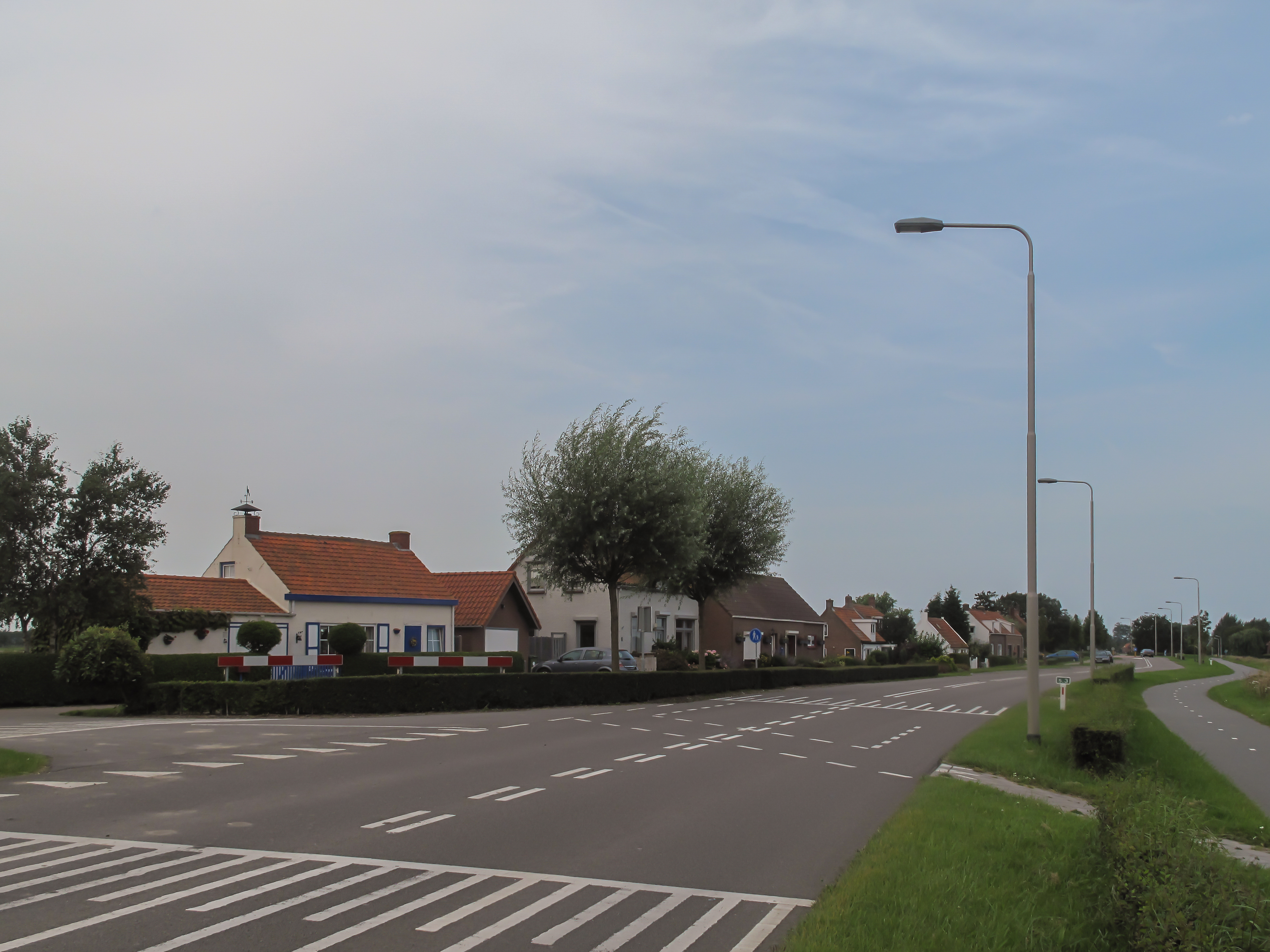
Boerenhol, vista de la aldea